# Davit Kezerasvili
Davit Kezerasvili (grúzul: დავით კეზერაშვილი; Tbiliszi, 1978. szeptember 22. –) grúz politikus, 2006 novemberétől 2008 decemberéig Grúzia védelmi minisztere volt. A Miheil Szaakasvili államfő vezette kormányzó Egyesült Nemzeti Mozgalom párt alapító tagja. Nős, egy gyermeke van. Angolul, olaszul, héberül és oroszul beszél.
Tbilisziben született zsidó családban. 1992-ben nagyanyjával Izraelbe települt, de másfél év múlva visszatért Grúziába.
1995-től a Tbiliszi Állami Egyetem nemzetközi kapcsolatok és nemzetközi jog szakán tanult, ahol 1999-ben kapott diplomát. 2001-től Grúzia igazságügy-minisztériumában dolgozott, ahol kezdetben a büntetés végrehajtás reformjának a kérdéseivel foglalkozott, majd később a minisztérium információs és elemző részlegének a vezetője lett. 2002-ben, miután Miheil Szaakasvili akkori igazságügy-miniszter távozott posztjáról, Kezerasvili is követte és csatlakozott Eduard Sevardnadze államfő ellenzékéhez. A következő években, 2002–2003-ban Szaakasvili tanácsadója volt a tbiliszi városi közgyűlésnél (szakrebulo).
2003 őszén, a rózsás forradalom győzelme után Kezerasvilit a Grúzia Pénzügyminisztériumának alárendeltségében működő pénzügyőrség (pénzügyi rendőrség) vezetőjévé nevezték ki. 2006. november 11-én a Szaakasvili elnökkel konfliktusba keveredett és ezért a posztjáról leváltott Irakli Okruasvili védelmi miniszter posztját foglalta el. 2008. január 24-én Lado Gurgenidze átalakított kormányában is megőrizte védelmi miniszteri posztját. Az augusztusi grúz–orosz háború grúz kudarcai nyomán a védelmi vezetéssel szemben megfogalmazódott kritikák hatására 2008. december 5-én felmentették posztjáról, utóda a védelmi minisztérium élén Vaszil Sziharulidze, korábbi washingtoni grúz nagykövet lett.